# Equinoxe Infinity
Equinoxe Infinity ist das 20. Studioalbum des französischen Musikers Jean-Michel Jarre und zudem ein Jubiläumsalbum. Veröffentlicht wurde es am 16. November 2018 bei Sony Music.

## Besonderheit
Equinoxe Infinity zelebriert das 40. Jubiläum des ursprünglichen Equinoxe von 1978 und erschien am gleichen Tag, dem 16. November, wie das ursprüngliche Album. Thematisch behandelt es die sogenannten Watcher, zu deutsch Beobachter, welche nun seit unbestimmter Zeit die technologische Entwicklung und die Entwicklung künstlicher Intelligenz im Besonderen beobachten. Als Besonderheit wurde Equinoxe Infinity mit zwei unterschiedlichen Coverarts trotz identischer Barcodes veröffentlicht, welche zwei mögliche Auswirkungen einer solchen Entwicklung darstellen sollen. Sofern man sich nicht beim direkten Kauf in einem Ladengeschäft eine Variante aussucht, entscheidet der Zufall, welches Coverart man erhält.
Version 1 zeigt ein friedlich gestaltetes Bild, auf dem die aus Fels bestehenden Beobachter offenbar in Harmonie mit der grünen Berglandschaft unter blauem Himmel stehen. Version 2 ein Apokalyptisches, welches die Beobachter in einer feuerroten Wüstenwelt positionieren. Davor stehend eine kopflose Person, der Flammen aus dem Hals schlagen. Elektronische Bauelemente und Kabel ragen aus dem unwirtlichen Wüstenboden.
Jean-Michel Jarre gab dazu an, dass er sich von diesen Bildern inspirieren ließ. Das neue Kapitel von Equinoxe gestaltete er als Soundtrack imaginärer Szenarien, mit Blick auf die Entwicklung von künstlicher Intelligenz, die selbstständig Kunst und Musik kreieren kann und der möglichen Rolle des Menschen darin.

## Titelliste
- Geschrieben und arrangiert von Jean-Michel Jarre

1. The Watchers (Movement 1) – 2:58
2. Flying Totems (Movement 2) – 3:54
3. Robots Don’t Cry (Movement 3) – 5:44
4. All That You Leave Behind (Movement 4) – 4:01
5. If The Wind Could Speak (Movement 5) – 1:32
6. Infinity (Movement 6) – 4:14
7. Machines Are Learning (Movement 7) – 2:07
8. The Opening (Movement 8) – 4:16
9. Don’t Look Back (Movement 9) – 3:36
10. Equinoxe Infinity (Movement 10) – 7:33

## Wichtige Versionen
| Jahr | Ausgabeform | Medium | Land   | Label      | Katalognummer | Bemerkung |
| ---- | ----------- | ------ | ------ | ---------- | ------------- | --------- |
| 2018 | Original    | CD     | Europa | Sony Music | 19075876442   | Digipak   |
| 2018 | Original    | LP     | Europa | Sony Music | 19075876451   |           |

## Besetzung
- Jean-Michel Jarre – Keyboards und Synthesizer